# Saint-Saphorin (Lavaux)
Saint-Saphorin (Lavaux) − miejscowość i gmina (commune) w zachodniej Szwajcarii, w kantonie Vaud, w okręgu (district) Lavaux-Oron. Leży nad Jeziorem Genewskim.  

## Demografia
W Saint-Saphorin (Lavaux) mieszka 401 osób. W 2021 roku 20,9% populacji gminy stanowiły osoby urodzone poza Szwajcarią.

## Transport
Przez teren gminy przebiegają autostrada A9 oraz drogi główne nr 9 i nr 140.